# Geodia peruncinata
Espèce
Geodia peruncinata est une espèce d'éponges de la famille des Geodiidae.

## Taxonomie
L'espèce est décrite en 1905 par le zoologiste britannique Arthur Dendy,.
L'holotype est prélevé dans les eaux du Sri Lanka, dans l'océan Indien à une profondeur de 182 m.

### Publication originale
- (en) Arthur Dendy, « Report on the sponges collected by Professor Herdman, at Ceylon, in 1902 », Report to the Government of Ceylon on the Pearl Oyster Fisheries of the Gulf of Manaar 3 (Supplement 18),‎ 1905, p. 57–246 (lire en ligne)

## Répartition
L'espèce Geodia peruncinata est présente dans les eaux de l'océan Indien au large du Sri Lanka et également près de la côte occidentale de Madagascar.